# هودور (شخصیت)
هودور (انگلیسی: Hodor) با نام اصلی والدر (در رمان) و ویلیس (در مجموعهٔ تلویزیونی)، یک شخصیت خیالی در مجموعه رمان‌های فانتزیِ ترانه یخ و آتش است که توسط نویسندهٔ آمریکایی جرج آر. آر. مارتین نگاشته شده‌است.
هودور، نخستین بار در کتاب بازی تاج‌وتخت (۱۹۹۶) به‌عنوان خدمتکاری ساده‌دل و زودباور در خاندان استارک معرفی شد. سپس در کتاب‌های نبرد پادشاهان (۱۹۹۸)، طوفان شمشیرها (۲۰۰۰)، و رقصی با اژدهایان (۲۰۱۱) نیز، این شخصیت حضوری مجدد می‌یابد. به این شخصیت در کتاب ضیافتی برای کلاغ‌ها (۲۰۰۵) اشاره‌ای نشده‌است.
در مجموعهٔ تلویزیونی بازی تاج‌وتخت (از تولیدات اچ‌بی‌او)، نقش او را کریستین نارن ایفا می‌کند. او که بازی در نقش هودور، نخستین فعالیت حرفه‌ای‌اش محسوب می‌شود، در مصاحبه با مجلهٔ والچر اظهار داشت که در سریال، واژه هودور را به ۷۰ شیوه و لهجهٔ مختلف بیان کرد.
گرچه واژهٔ «هودور» در آغاز بی‌معنا به‌نظر می‌رسد، اما برن استارک با حلول در روح او و دیدن دوران کودکی‌اش، متوجه شد که «هودور»، از عبارتِ «هولد دِ دور» (در را نگه دار) گرفته شده که والدر در دوران کودکی و هنگام بروز تشنج‌های شدید، در ذهنش می‌شنید. تشنج‌هایی که موجب کم‌توانی ذهنی او شد.

## ویژگی‌های شخصیتی
هودور پسربچه‌ای با کم‌توانی ذهنی است که در اصطبل کار می‌کند. وجه‌تسمیهٔ او آن است که واژهٔ «هودور» تنها واژه‌ای است که او می‌تواند به زبان بیاورد و به‌همین دلیل، مردم او را بدین نام می‌شناسند. قد او ۷ فوت (۲۱۳ سانتی‌متر) است و گفته می‌شود که شاید از تبار غول‌ها باشد. او طبع و منشی دوستانه و کودکانه دارد و با آنکه قدرت بدنی بسیاری دارد، اما از آن علیه دیگران استفاده نمی‌کند. پس از فلج شدنِ برن استارک، هودور را استخدام می‌کنند تا وی را با آویزه‌ای بر دوش خود، حمل کند. مادربزرگ پیر هودور به برن استارک می‌گوید که نام واقعی او والدر بوده‌است. هنگامی که وینترفل تخریب شد، هودور به همراه برن، جوجن، میرا، ریکن و اوشا به سمت شمال متواری شدند.